# Madalageri, Harapanahalli
Madalageri là một làng thuộc tehsil Harapanahalli, huyện Davanagere, bang Karnataka, Ấn Độ.